# مارجيت براندت
مارجيت براندت (بالدنماركية: Margit Brandt)‏ هي مصممة دنماركية، ولدت في 27 يناير 1945، وتوفيت في 24 أكتوبر 2011.